# Beta Comae Berenices
Beta Comae Berenices (β Comae Berenices, β Com) är stjärnans Bayerbeteckning och den ingår i den norra delen av stjärnbilden Berenikes hår. Den befinner sig på ett avstånd  av cirka 29,78 ljusår (9,13 parsecs ) från solen. Den grekiska bokstaven beta (β) indikerar vanligtvis att stjärnan har stjärnbildens näst högsta skenbara magnitud. Med en skenbar magnitud på 4,3 är emellertid denna stjärna faktiskt något ljusare än α Comae Berenices. Den kan ses med blotta ögat, men kan vara för svag för att ses från ett tätortssområde med ljusföroreningar.

## Egenskaper
Beta Comae Berenices är dvärgstjärna i huvudserien och har likheter med solen, bara något större och ljusare i absolut magnitud. Den är av spektraltyp G0 V, jämfört med G2 V för solen. Den effektiva temperaturen hos det yttre höljet är 5 936 K, vilket ger den en gul färgnyans som karakteriserar en stjärna av G-typ. Vad gäller ålder är de yngre än solen, som är ca 4,6 miljarder år gammal.

## Observationer
Observationer av kortvariga variationer i den kromatiska aktiviteten antyder att stjärnan har en olikformig rotation med en rotationsstid på cirka 11-13 dygn. Dess yta har en uppmätt aktivitetscykel på 16,6 år, jämfört med 11 år för solen. Den kan också ha en sekundär aktivitetscykel av 9,6 år. Vid ett tillfälle antog man att denna stjärna kan ha en spektroskopisk följeslagare, men detta kunde uteslutas genom noggrannare radiella hastighetsmätningar. Inga planeter har ännu upptäckts runt stjärnan och det finns inte heller några tecken på en stoftskiva.
Den beboeliga zonen kring stjärnan, definierad som de platser där flytande vatten kan vara närvarande på en jordliknande planet, är 0,918-1,042  AE, där en AE är det genomsnittliga avståndet från jorden till solen. 